# 7e étape du Tour d'Italie 2006
La 7e étape du Tour d'Italie 2006 a lieu le 13 mai 2006 entre Césène et Saltara. Elle est remportée par Rik Verbrugghe.

## Récit
Staf Scheirlinckx, le coureur Belge de la Cofidis, a effectué une grande partie de la journée en solitaire à l'avant de la course. Il est repris par un groupe de huit coureurs dont son équipier Rik Verbrugghe à 65 kilomètres de l'arrivée. Par la suite, 5 coureurs se sont dégagés dans la dernière difficulté de la journée. Enfin, à 6 kilomètres du terme, Verbrugghe est sorti seul du groupe de tête et a résisté au groupe des favoris dans les derniers kilomètres en montée vers Saltara.

## Résultats

### Classement de l'étape
|    | Coureur                | Pays     | Équipe            |    | Temps           |
| -- | ---------------------- | -------- | ----------------- | -- | --------------- |
| 1  | Rik Verbrugghe         | Belgique | Cofidis           | en | 6 h 42 min 15 s |
| 2  | Paolo Savoldelli       | Italie   | Discovery Channel | +  | 14 s            |
| 3  | Luca Mazzanti          | Italie   | Panaria           |    | 14 s            |
| 4  | José Enrique Gutiérrez | Espagne  | Phonak            |    | 14 s            |
| 5  | Davide Rebellin        | Italie   | Gerolsteiner      |    | 16 s            |
| 6  | Ivan Basso             | Italie   | Team CSC          |    | 16 s            |
| 7  | Serhiy Honchar         | Ukraine  | T-Mobile          |    | 16 s            |
| 8  | Gilberto Simoni        | Italie   | Saunier Duval     |    | 16 s            |
| 9  | Laurent Lefèvre        | France   | Bouygues Telecom  |    | 20 s            |
| 10 | Michele Scarponi       | Italie   | Liberty Seguros   |    | 20 s            |

### Points attribués
|   | Cycliste          | Pays     | Équipe                | Points |
| - | ----------------- | -------- | --------------------- | ------ |
| 1 | Sylvain Calzati   | France   | AG2R Prévoyance       | 8      |
| 2 | Staf Scheirlinckx | Belgique | Cofidis               | 6      |
| 3 | Paolo Bettini     | Italie   | Quick Step-Innergetic | 4      |
| 4 | Philippe Gilbert  | Belgique | Française des jeux    | 3      |
| 5 | Markel Irizar     | Espagne  | Euskaltel-Euskadi     | 2      |
| 6 | Manuele Mori      | Italie   | Saunier Duval         | 1      |

|    | Cycliste               | Pays     | Équipe                | Points |
| -- | ---------------------- | -------- | --------------------- | ------ |
| 1  | Rik Verbrugghe         | Belgique | Cofidis               | 25     |
| 2  | Paolo Savoldelli       | Italie   | Discovery Channel     | 20     |
| 3  | Luca Mazzanti          | Italie   | Panaria               | 16     |
| 4  | José Enrique Gutiérrez | Espagne  | Phonak                | 14     |
| 5  | Davide Rebellin        | Italie   | Gerolsteiner          | 12     |
| 6  | Ivan Basso             | Italie   | Team CSC              | 10     |
| 7  | Serhiy Honchar         | Ukraine  | T-Mobile              | 9      |
| 8  | Gilberto Simoni        | Italie   | Saunier Duval         | 8      |
| 9  | Laurent Lefèvre        | France   | Bouygues Telecom      | 7      |
| 10 | Michele Scarponi       | Italie   | Liberty Seguros       | 6      |
| 11 | Damiano Cunego         | Italie   | Lampre-Fondital       | 5      |
| 12 | Víctor Hugo Peña       | Colombie | Phonak                | 4      |
| 13 | Giampaolo Caruso       | Italie   | Liberty Seguros       | 3      |
| 14 | Juan Manuel Gárate     | Espagne  | Quick Step-Innergetic | 2      |
| 15 | Patxi Vila             | Espagne  | Lampre-Fondital       | 1      |

### Cols et côtes
|   | Cycliste          | Pays     | Équipe             | Points |
| - | ----------------- | -------- | ------------------ | ------ |
| 1 | Staf Scheirlinckx | Belgique | Cofidis            | 3      |
| 2 | Sylvain Calzati   | France   | AG2R Prévoyance    | 2      |
| 3 | Sandy Casar       | France   | Française des jeux | 1      |

|   | Cycliste           | Pays     | Équipe                         | Points |
| - | ------------------ | -------- | ------------------------------ | ------ |
| 1 | Staf Scheirlinckx  | Belgique | Cofidis                        | 10     |
| 2 | Juan Manuel Gárate | Espagne  | Quick Step-Innergetic          | 6      |
| 3 | Patxi Vila         | Espagne  | Lampre-Fondital                | 4      |
| 4 | Vladimir Efimkin   | Russie   | Caisse d'Épargne-Illes Balears | 2      |
| 5 | Víctor Hugo Peña   | Colombie | Phonak                         | 1      |

- Ascension du Monte della Cesane, 2e catégorie (km 196,5)

|   | Cycliste           | Pays     | Équipe                | Points |
| - | ------------------ | -------- | --------------------- | ------ |
| 1 | Rik Verbrugghe     | Belgique | Cofidis               | 5      |
| 2 | Juan Manuel Gárate | Espagne  | Quick Step-Innergetic | 3      |
| 3 | Patxi Vila         | Espagne  | Lampre-Fondital       | 1      |

### Points attribués pour le classement combiné
|    | Cycliste               | Pays     | Équipe                | Points |
| -- | ---------------------- | -------- | --------------------- | ------ |
| 1  | Paolo Savoldelli       | Italie   | Discovery Channel     | 48     |
| 2  | Sandy Casar            | France   | Française des jeux    | 25     |
| 3  | Staf Scheirlinckx      | Belgique | Cofidis               | 22     |
| 4  | Davide Rebellin        | Italie   | Gerolsteiner          | 21     |
| 5  | José Enrique Gutiérrez | Espagne  | Phonak                | 20     |
| 6  | Markel Irizar          | Espagne  | Euskaltel-Euskadi     | 18     |
| 7  | Serhiy Honchar         | Ukraine  | T-Mobile              | 16     |
| 8  | Rik Verbrugghe         | Belgique | Cofidis               | 16     |
| 9  | Paolo Bettini          | Italie   | Quick Step-Innergetic | 16     |
| 10 | Mickaël Delage         | France   | Française des jeux    | 22     |

## Classements à l'issue de l'étape

### Classement général
|     | Cycliste               | Pays       | Équipe            |    | Temps            |
| --- | ---------------------- | ---------- | ----------------- | -- | ---------------- |
| 1   | Serhiy Honchar         | Ukraine    | T-Mobile          | en | 27 h 37 min 07 s |
| 2   | Paolo Savoldelli       | Italie     | Discovery Channel |    | 6 s              |
| 3   | Ivan Basso             | Italie     | Team CSC          |    | 11 s             |
| 4   | Michael Rogers         | Australie  | T-Mobile          |    | 32 s             |
| 5   | Davide Rebellin        | Italie     | Gerolsteiner      | +  | 54 s             |
| 6   | José Luis Rubiera      | Espagne    | Discovery Channel |    | 56 s             |
| DSQ | Thomas Danielson       | États-Unis | Discovery Channel |    | 57 s             |
| 8   | José Enrique Gutiérrez | Espagne    | Phonak            |    | 1 min 03 s       |
| 9   | Danilo Di Luca         | Italie     | Liquigas          |    | 1 min 07 s       |
| 10  | Jens Voigt             | Allemagne  | Team CSC          |    | 1 min 09 s       |

### Classement par points
|   | Cycliste         | Pays      | Équipe                | Points |
| - | ---------------- | --------- | --------------------- | ------ |
| 1 | Robbie McEwen    | Australie | Davitamon-Lotto       | 75     |
| 2 | Paolo Bettini    | Italie    | Quick Step-Innergetic | 63     |
| 3 | Paolo Savoldelli | Italie    | Discovery Channel     | 60     |

### Classement du meilleur grimpeur
|   | Cycliste           | Pays     | Équipe                | Points |
| - | ------------------ | -------- | --------------------- | ------ |
| 1 | Staf Scheirlinckx  | Belgique | Cofidis               | 13     |
| 2 | Juan Manuel Gárate | Espagne  | Quick Step-Innergetic | 9      |
| 3 | Sandy Casar        | France   | Française des jeux    | 7      |

### Classement du combiné
|   | Cycliste         | Pays      | Équipe             | Points |
| - | ---------------- | --------- | ------------------ | ------ |
| 1 | Paolo Savoldelli | Italie    | Discovery Channel  | 324    |
| 2 | Bradley McGee    | Australie | Française des jeux | 185    |
| 3 | Danilo Di Luca   | Italie    | Liquigas           | 153    |

### Classements par équipes

#### Classement aux temps
|   | Équipe            | Pays       |    | Temps            |
| - | ----------------- | ---------- | -- | ---------------- |
| 1 | Discovery Channel | États-Unis | en | 81 h 38 min 31 s |
| 2 | T-Mobile          | Allemagne  | +  | 37 s             |
| 3 | Liquigas          | Italie     |    | 1 min 18 s       |

#### Classement aux points
|   | Équipe            | Pays       | Points |
| - | ----------------- | ---------- | ------ |
| 1 | Gerolsteiner      | Allemagne  | 126    |
| 2 | T-Mobile          | Allemagne  | 105    |
| 3 | Discovery Channel | États-Unis | 96     |

### Classements annexes

#### Classement Azzurri d'Italia
|   | Cycliste         | Pays      | Équipe            | Points |
| - | ---------------- | --------- | ----------------- | ------ |
| 1 | Robbie McEwen    | Australie | Davitamon-Lotto   | 12     |
| 2 | Paolo Savoldelli | Italie    | Discovery Channel | 6      |
| 3 | Rik Verbrugghe   | Belgique  | Cofidis           | 4      |

#### Classement de la combativité
|   | Cycliste         | Pays      | Équipe                | Points |
| - | ---------------- | --------- | --------------------- | ------ |
| 1 | Robbie McEwen    | Australie | Davitamon-Lotto       | 18     |
| 2 | Paolo Savoldelli | Italie    | Discovery Channel     | 16     |
| 3 | Paolo Bettini    | Italie    | Quick Step-Innergetic | 15     |

#### Classement 110 Gazzetta
|   | Cycliste         | Pays    | Équipe             | Points |
| - | ---------------- | ------- | ------------------ | ------ |
| 1 | Mickaël Delage   | France  | Française des jeux | 7      |
| 2 | Markel Irizar    | Espagne | Euskaltel-Euskadi  | 6      |
| 2 | Paolo Savoldelli | Italie  | Discovery Channel  | 5      |

#### Classement de l'échappée (Fuga)
|   | Cycliste            | Pays    | Équipe            | Points |
| - | ------------------- | ------- | ----------------- | ------ |
| 1 | Sergiy Matveyev     | Ukraine | Panaria           | 207    |
| 2 | Christophe Edaleine | France  | Crédit agricole   | 207    |
| 3 | Andoni Aranaga      | Espagne | Euskaltel-Euskadi | 207    |